# Абрагамовце (Бардеёв)
Абрагамовце (словац. Abrahámovce) — село, община в округе Бардеёв, Прешовский край, Словакия. Расположено на севере восточной Словакии.
Впервые упоминается в 1427 году.
В селе есть римо-католический костел св. Анны с 2 пол. 18. ст. в стиле рококо.

## Населення
| Год:                | 1994 | 2004    | 2014    | 2024     |
| ------------------- | ---- | ------- | ------- | -------- |
| Количество человек: | 362  | 341     | 368     | 321      |
| Разница:            |      | −5,80 % | +7,91 % | −12,77 % |

В селе проживает 353 человека.
Национальный состав населения (по данным последней переписи населения — 2001 год):
- словаки — 98,57%
- чехи — 0,57%

Состав населения по принадлежности к религии состоянию на 2001 год:
- протестанты — 50,86%
- римо-католики — 45,71%
- не считают себя верующими или не принадлежат к одной вышеупомянутой церкви — 1,43%